# Juicy (Willie Bobo)
Juicy è un album di Willie Bobo, pubblicato dalla Verve Records nel 1967.

## Tracce
Lato A
1. Knock on Wood – 2:40 (Steve Cropper, Eddie Floyd) – Registrato il 1º febbraio 1967 a New York
2. Mating Call – 3:03 (Tadd Dameron, Bert Keyes) – Registrato il 4 febbraio 1967 a New York
3. Mercy, Mercy, Mercy – 2:33 (Joe Zawinul, Vincent Levy, Ron Miller) – Registrato il 31 gennaio del 1967 a New York
4. Felicidad – 3:17 (Clarence 'Frogman' Henry) – Registrato il 31 gennaio del 1967 a New York
5. La Descarga Del Bobo – 5:38 (Willie Bobo) – Registrato il 4 febbraio 1967 a New York
6. Juicy – 3:26 (Mike Stoller) – Registrato il 12 gennaio 1967 a New York

Lato B
1. Ain't Too Proud to Beg – 2:42 (Eddie Holland, Norman Whitfield) – Registrato il 1º febbraio 1967 a New York
2. Music to Watch Girls By – 2:18 (Sid Ramin) – Registrato il 1º febbraio 1967 a New York
3. Dreams – 3:24 (Bobby Valentin) – Registrato il 31 gennaio del 1967 a New York
4. Dis-Advantages – 2:01 (M. Leigh) – Registrato il 1º febbraio 1967 a New York
5. Roots – 3:13 (Sonny Henry) – Registrato il 31 gennaio del 1967 a New York
6. Shing-A-Ling Baby – 3:04 (Willie Bobo, Bobby Valentin) – Registrato il 12 gennaio 1967 a New York

Edizione CD del 1998, pubblicato dalla Verve Records
1. Knock on Wood – 2:40 (Steve Cropper, Eddie Floyd)
2. Mating Call – 3:03 (Tadd Dameron, Bert Keyes)
3. Mercy, Mercy, Mercy – 2:33 (Joe Zawinul, Vincent Levy, Ron Miller)
4. Felicidad – 3:17 (Clarence 'Frogman' Henry)
5. La Descarga Del Bobo – 5:38 (Willie Bobo)
6. Juicy – 2:26 (Mike Stoller)
7. Ain't Too Proud to Beg – 2:42 (Eddie Holland, Norman Whitfield)
8. Music to Watch Girls by – 2:18 (Sid Ramin)
9. Dreams – 3:24 (Bobby Valentin)
10. Dis-Advantages – 2:01 (M. Leigh)
11. Roots – 3:13 (Sonny Henry)
12. Shing-A-Ling Baby – 3:04 (Willie Bobo, Bobby Valentin)
13. Music to Watch Girls by – 2:26 (Sid Ramin)
14. Dis-Advantages – 2:01 (M. Leigh)
15. Shing-A-Ling Baby – 3:36 (Willie Bobo, Bobby Valentin)

## Musicisti
- Willie Bobo - timbales
- Sconosciuto - tromba
- Sconosciuto - sassofono alto
- Sconosciuto - sassofono tenore
- Sconosciuto - chitarra
- Sconosciuto - contrabbasso
- Sconosciuto - batteria